# لوتن دالگرن
لوتن دالگرن (انگلیسی: Lotten Dahlgren; ۲۳ آوریل ۱۸۵۱ – ۱۴ ژانویهٔ ۱۹۳۴) روزنامه‌نگار، سردبیر روزنامه، نویسنده، و ویراستار اهل سوئد بود.

## اوایل زندگی
لوتن دالگرن در ۲۳ آوریل ۱۸۵۱ در استکهلم، سوئد به دنیا آمد. پدرش، فردریک آوگوست دالگرن، یک کارمند دولتی بود و در مقام نویسنده نیز حرفه‌ای موفق داشت. از جمله آثار او کمدی‌ای با عنوان ورملاندی‌ها بود که نخستین‌بار در سال ۱۸۴۶ اجرا شد. او در دههٔ ۱۸۷۰ به‌خاطر اشعارش به زبان گویشی سوئدی شهرت یافت و در سال ۱۸۷۱ به آکادمی سوئد راه یافت. مادر دالگرن، اولریکا «اولا» فون هلاند، خواهرزادهٔ نویسنده، مورخ و شاعر اریک گوستاف یی‌یر بود. دالگرن که در خانواده‌ای مرفه زاده شده بود، علاقه‌مند به نویسندگی شد. او در مدرسه‌ای خصوصی در استکهلم تحصیل کرد و بعدها به تحصیل زبان در خارج از کشور پرداخت. پس از پایان تحصیلات، برای مدتی به شغل معلمی روی آورد.

## حرفه
فعالیت نویسندگی دالگرن از اواخر دههٔ ۱۸۸۰ آغاز شد. او به‌عنوان سردبیر روزنامهٔ آفتون‌بلادت کار کرد. در سال ۱۸۸۷، عضو هیئت مدیرهٔ انجمن فردریکا برمر (FBF) شد، که قدیمی‌ترین سازمان حقوق زنان در سوئد است. در سال ۱۸۹۱، وی سردبیری نشریهٔ این انجمن به‌نام داگنی را برعهده گرفت – این مجله بر حقوق زنان، نقش‌های جنسیتی و فمینیسم در سوئد تمرکز داشت – و تا سال ۱۹۰۷ در هیئت مدیرهٔ آن باقی ماند. در این دوران، او چندین مقاله در موضوعات ادبی و همچنین دربارهٔ طیف سیاسی زنان نگاشت. تحت نظارت انجمن فردریکا برمر، او سخنرانی‌هایی دربارهٔ زنان طبقهٔ کارگر ارائه داد و اشعار طنز و کمدی سبک نوشت. در حمایت از جنبش حق رأی زنان در آن زمان، دالگرن نمایندهٔ انجمن فردریکا برمر در کمیتهٔ حق رأی بود. از سال ۱۹۰۱ تا ۱۹۰۶، او دبیر انجمن نیا ایدون بود.
به‌عنوان نویسنده، دالگرن چندین کتاب دربارهٔ تاریخ خانواده‌اش منتشر کرد. کتاب رانسِتر: خاطرات خانوادگی ورملاندی از نیمهٔ اول قرن نوزدهم که در سال ۱۹۰۵ منتشر شد، نقطهٔ عطفی در حرفهٔ ادبی او بود. این کتاب چنان محبوب شد که او مجبور شد از سردبیری مجلهٔ داگنی استعفا دهد تا بتواند بر نویسندگی تمرکز کند. شهرت او به‌عنوان نویسنده زمانی تثبیت شد که در سال ۱۹۰۷ اثر دیگری با عنوان از بایگانی خانوادگی رانسِتر: گزیده‌هایی از نامه‌ها و دفترهای خاطرات منتشر کرد. از ۱۹۰۵ تا ۱۹۱۶، دالگرن به نوشتن در حوزهٔ تاریخ شخصی ادامه داد. او هفت جلد از نامه‌ها و اسناد خانوادگی خود را که مربوط به زادگاهش، ورملاند بود، منتشر کرد. دالگرن که تحسین‌کنندهٔ فردریکا برمر، مصلح فمینیست سوئدی (۱۸۰۱–۱۸۶۵) بود، آثارش را به تاریخ فرهنگی زادگاهش ورملاند و روایت‌هایی دربارهٔ زنان اختصاص داد.

## سال‌های پایانی
در دههٔ ۱۹۲۰، دالگرن خاطرات خود را نوشت که توسط والستروم و ویدستراند منتشر شد. در سال ۱۹۲۱، دالگرن به‌خاطر خدماتش به ادبیات و تاریخ، نشان سلطنتی لیتِریس اِت آرتیبوس را دریافت کرد. آخرین کتاب او با عنوان فرانسس فون کخ چند ماه پیش از درگذشتش منتشر شد.
لوتن دالگرن در یورشولم، در ۱۴ ژانویهٔ ۱۹۳۴ درگذشت.